# Blanka Matragi
Blanka Matragi, rozená Kyselová (* 20. února 1953 Světlá nad Sázavou) je česká módní návrhářka a designérka působící v Bejrútu a v Praze. Patří mezi výrazné osobnosti v českém módním průmyslu, je známá zejména svými modely pro královské rodiny a manželky ropných magnátů v oblasti Perského zálivu. Její tvorba není omezena pouze na oděvy, ale zahrnuje také šperky, sochy, kosmetiku a parfémy, sklo a porcelán a další módní doplňky.
Po studiu na střední odborné sklářské škole a střední uměleckoprůmyslové škole absolvovala studium v ateliéru oděvního výtvarnictví na Vysoké škole uměleckoprůmyslové v Praze. Od roku 1979 žije v Bejrútu, kde v roce 1982 založila vlastní módní salon Blanka Haute Couture. Po roce 1989 se vrací pravidelně do Prahy, kde svou tvorbu představuje na výstavách a retrospektivních přehlídkách. Má vlastní butik v centru Prahy.
Za svou práci získala řadu ocenění, mimo jiné Cenu Františka Kupky, Mezinárodní cenu Salvadora Dalího nebo ocenění Významná česká žena ve světě.

## Život
Blanka Matragi se narodila 20. února 1953 do rodiny brusiče skla a jelikož chtěla následovat svého otce, nejprve tři roky studovala na střední odborné škole sklářské ve Světlé nad Sázavou a potom vystudovala Střední uměleckoprůmyslovou školu sklářskou v Železném Brodě a Vysokou školu uměleckoprůmyslovou v Praze, obor oděvní výtvarnictví pod vedením Zdeňky Bauerové, a získala titul akademická malířka. Roku 1978 vyhrála návrh kolekce pro Letní olympijské hry v Moskvě.
Roku 1979 se vdala za Dr. Ing. Makrama Matragiho, který v Praze vystudoval ČVUT, odjela s ním do jeho rodného Libanonu a zažádala si o vydání víza do Saúdské Arábie, kde manžel tou dobou pracoval. S komunistickým pasem se jí však vízum nepodařilo získat, proto se manželé natrvalo usadili v Libanonu. Blanka Matragi nejprve pracovala jako módní návrhářka v rodinné firmě Mekkawi, později již sama za sebe, což v době probíhající občanské války v Libanonu nebylo vůbec jednoduché. V roce 1982 v Bejrútu otevřela salón „Blanka Haute Couture“ na třídě Hamra. Za krátkou dobu se stala uznávanou módní návrhářkou nejen v oblasti Perského zálivu. Její práce je často spojována s elegancí, luxusem a nádechem pohádkového stylu. Její do detailu vypracované róby se proslavily v okruhu perských princezen a šejch. Je známá pro své kreativní a umělecky bohaté návrhy, které často kombinují tradiční řemeslné techniky s moderním designem. Její modely jsou často zdobeny ručně vyrobenými vyšívanými detaily, korálky a perličkami. V roce 1987 navrhla také uniformy pro policejní a vojenské složky v Abú Zabí.
Od roku 1997 se Matragi pravidelně vrací zpět do České republiky, kde prezentuje svoji Haute Couture tvorbu a pořádá módní přehlídky. V roce 2002 obdržela v Praze cenu Salvadora Dalí a roku 2003 získala titul Významná česká žena ve světě. Pořádá také módní přehlídku k oslavě 25. výročí svojí tvorby. Její tvorba dalece přesahuje oblast módního průmyslu, věnuje se také šperkům, sochám, kosmetice, sklu a porcelánu. Roku 2010 představuje kolekci šperků pro firmu D.I.C a kolekci porcelánu Butterfly pro firmu Thun. Je také autorkou kolekce užitkového a dekorativního skla Crystal Line pro sklárny v Kamenickém Šenově. V roce 2011 pořádá další módní přehlídku k 30. výročí vlastní tvorby. V témže roce je zahájena dlouhodobá retrospektivní výstava „Timeless“ v Obecním domě v Praze, kde Matragi představuje svoji tvorbu širšímu publiku. Kromě šatů pro princezny jsou na výstavě k vidění také její návrhy šperků, sklo, porcelán a bytové i oděvní doplňky. Dne 23. března 2013 otevírá svůj první autorský butik v pražském Obecním domě a představuje kolekci Ready to wear.
Roku 2006 vydává Matragi svoji první autobiografii Blanka Matragi (2006), která získala ocenění Český bestseller 2006 za 35 000 prodaných výtisků. V roce 2011 vydává svoji druhou autobiografii Jedu dál.

## Ocenění

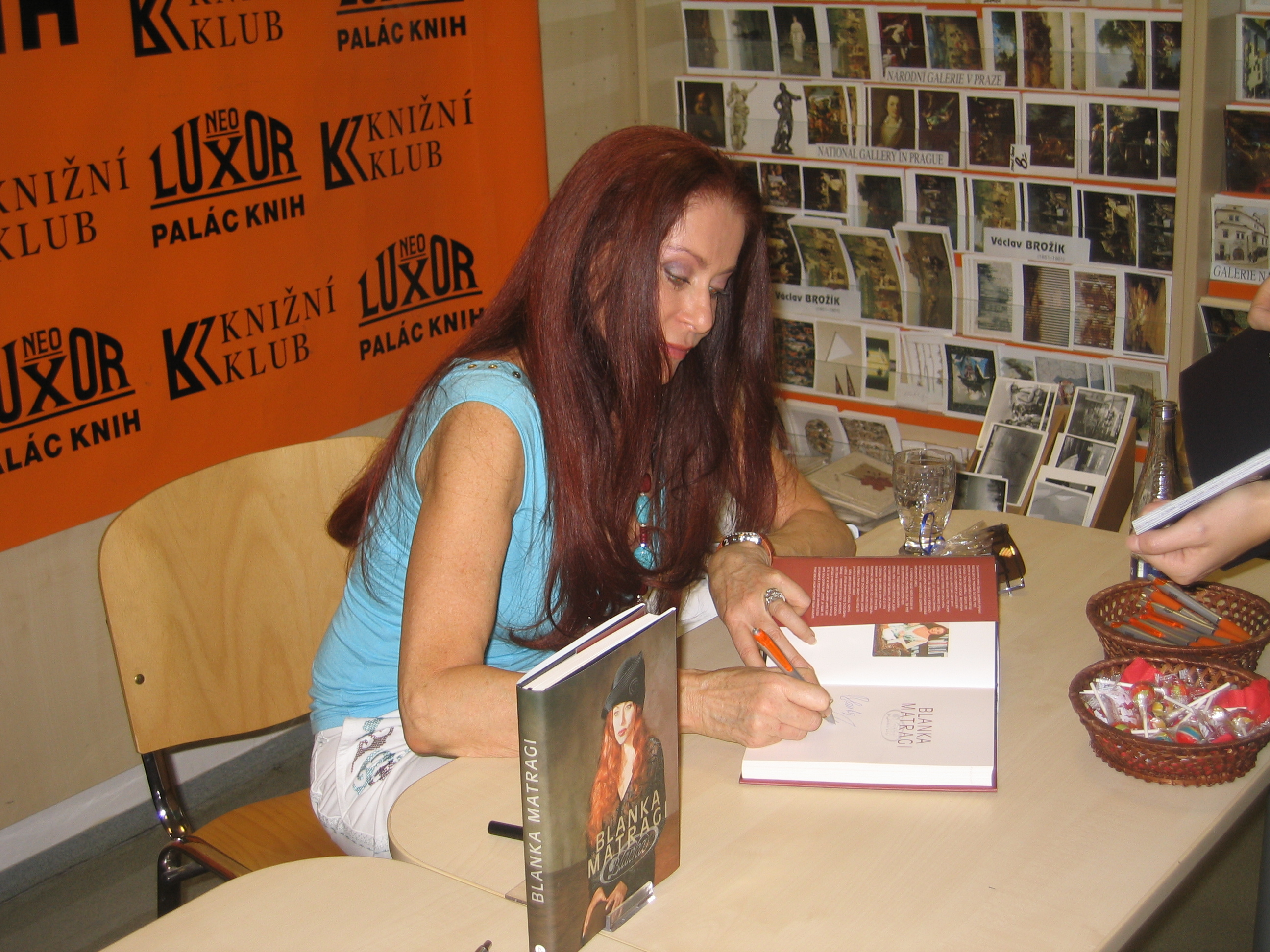
Blanka Matragi

- 2000 čestné občanství města Světlá nad Sázavou
- 2002 Mezinárodní cena Salvadora Dalího
- 2002 Evropská cena za uměleckou a kulturní činnost
- 2002 Cena Františka Kupky za kolekci šatů inspirovanou jeho dílem
- 2003 Významná česká žena ve světě
- 2008 Lady Pro
- 2014 Gratias Agit
- 2023 Ambasador České republiky, CzechTop100

## Demolice domu na pražské Ořechovce
Firma návrhářky jménem Matragi Design v prosinci 2013 bez povolení zbourala vilu v památkové zóně na pražské Ořechovce. Stavební úřad Prahy 6 za to uložil dvě pokuty po 150 000 Kč – jednu firmě Matragi Design, druhou stavebníkům, kteří měli povolené úpravy vily, ale kvůli údajné havárii ji zbourali. Na dům při demolici sice spadl strom, což jej poškodilo, byl už však v té době ve velmi špatném stavu a částečně rozebraný. „Vyhodnotili jsme to tak, že pád stromu nemohl způsobit takové škody”, uvedl ředitel odboru památkové péče pražského magistrátu Jiří Skalický. Na místě podle něj v každém případě docházelo k větším zásahům, než připouštělo stavební povolení. Další pokutu ve výši 150 000 Kč tak firma Matragi dostala právě od pražských památkářů, odvolala se však proti ní k ministerstvu kultury. To ji nakonec zrušilo, protože vina za demolici byla údajně na straně stavební firmy.